# Emma Seligman
Emma Seligman (nascida em 3 de maio de 1995), é uma diretora de cinema e roteirista canadense. Ela é mais conhecida pelos filmes Shiva Baby (2020) e Bottoms (2023), também por sua parceria com a atriz Rachel Sennott. 

## Biografia
Emma Seligman nasceu em 3 de maio de 1995 em Toronto, em uma família judia e cresceu na comunidade reformista Ashkenazi de Toronto. Emma tem uma irmã mais velha chamada Lindsay, a quem ela descreveu como sua “pessoa favorita para beber junto em bat mitzvahs”. Seu bat mitzvah aconteceu no dia 16 de outubro de 2008 e o tema foi cineastas. 
Quando adolescente, ela idolatrava o crítico de cinema americano Roger Ebert. Aos 17 anos, ela escreveu uma crítica de filme para “Spring Breakers” de Harmony Korine no The Huffington Post. 
Frequentou a Northern Secondary School em Toronto e estudou cinema na Tisch School of the Arts da Universidade de Nova York. Ela conheceu sua colaboradora frequente Rachel Sennott na faculdade. Emma, assim como a personagem principal de seu filme Shiva Baby, se identificava como bissexual, mas seis meses antes do começo das gravações de Bottoms ela parou de se relacionar com homens. 

## Obras

### Diretora
- 2018 - Shiva Baby (curta-metragem)
- 2020 - Shiva Baby (longa-metragem)
- 2023 - Bottoms (longa-metragem)

### Atriz
- 2021 - Namorando em Nova York (longa-metragem)